# Miha Švab
Miha Švab (né le 20 avril 1984 en Slovénie) est un coureur cycliste slovène.

## Palmarès
- 2002
  - Tour de Toscane juniors
  - 2e du Giro della Lunigiana
- 2005
  - 6e étape du Tour de Thuringe
  - 3e du Tour de Thuringe
- 2006
  - 3e du Grand Prix Guillaume Tell